# Norberto Bocchi
Norberto Bocchi (ur. 29 września 1961 w Parmie we Włoszech) – włoski brydżysta. Bocchi zdobył 4 tytuły Mistrza Świata. Przez wiele lat grał w parze z Giorgio Duboin.
Obecnie Bocchi mieszka w Barcelonie w Hiszpanii.

## Wygrane
- Bermuda Bowl 2005, 2013
- Olimpiada brydżowa (Teamy) 2000, 2004
- Rosenblum Cup 2002
- Mistrzostwa Ameryki Północnej
  - Vanderbilt  2004
  - Spingold  2001, 2002
  - Reisinger  2000
  - Open Board-a-Match Teams  2002, 2003
  - Jacoby Open Swiss Teams 2001
  - Open Swiss Teams 2007
- Mistrzostwa Europy
  - Open Teamy  1997, 1999, 2001, 2002, 2004, 2006
  - EBL Champions Cup  2002
- Mistrzostwa Włoch
  - Open Teamy 1986, 1991, 1996, 1997, 1998, 2000, 2001, 2002, 2004
  - Open Cup  1984, 1986, 1990, 1991, 1997, 1998, 2000
  - Open Pary 1987
  - Mixty Teamy 1985, 1988, 1991
  - Junior Teamy 1984, 1985
- Pozostałe:
  - Forbo-Krommenie Nations Cup 1997, 2002
  - Forbo-Krommenie International Teamy 1997, 2001, 2002
  - White House International Top Teamy 2006, 2008
  - Politiken World Pairs  2000
  - Generali World Masters Individual 2004